# Meer van Maracaibo

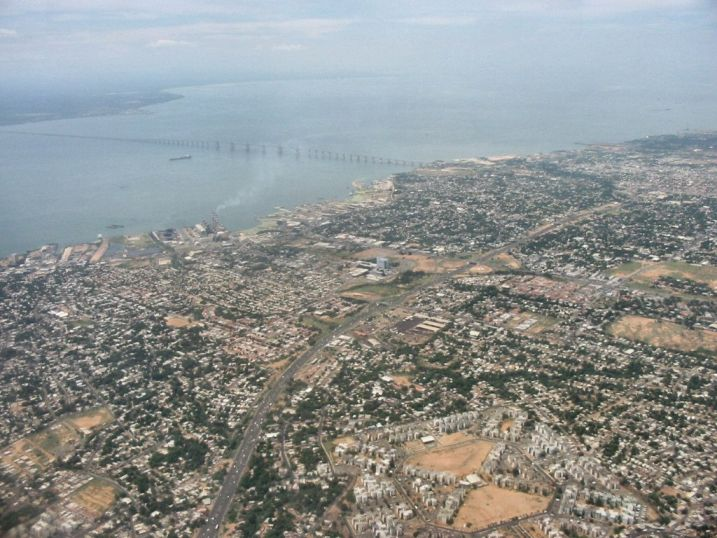
Luchtfoto van Maracaibo met Generaal Rafael Urdanetabrug

Het Meer van Maracaibo, ook wel de lagune van Maracaibo genoemd, gelegen in westelijk Venezuela, is het grootste meer van Zuid-Amerika. Het is 13.500 km² groot en op sommige plaatsen 250 meter diep. Door de verbinding met de Caraïbische Zee is het water brak.
De nauwe doorgang naar zee tussen het Meer van Maracaibo en de Golf van Venezuela, de Bahía de Tablazo, wordt door lage duineilanden vrijwel afgesloten en was vroeger moeilijk bevaarbaar, maar sinds de kanalisering van de vaargeul is de stad Maracaibo voor zeeschepen bereikbaar. Over de Bahía de Tablazo werd in 1962, na een bouwperiode van 40 maanden, de Generaal Rafael Urdanetabrug geopend. De betonnen brug die alleen geschikt is voor wegverkeer (geen treinspoor), verbindt Maracaibo met het centrale deel van het land. Hij heeft een lengte van 8678 meter en is daarmee op een na de langste brug van Zuid-Amerika. Schepen met een maximale hoogte van 46 meter boven de zeespiegel kunnen eronderdoor varen. De brug is genoemd naar generaal Rafael Urdaneta (1788-1845), een oorlogsheld in de onafhankelijkheidsoorlog.
De Río Catatumbo en de Río Escalante monden in het meer uit. De Catatumbodelta is een belangrijk vogelgebied; veel vogelsoorten komen alleen in dit gebied voor. Het meer kent 140 tot 160 dagen per jaar onweer: de zogenoemde Catatumbobliksem.

## Oliewinning
Het meer (en omgeving) is een van de belangrijkste oliewingebieden in Venezuela. Al in 1913 was de Koninklijke Olie actief op zoek naar olie in de regio en in 1914 was de eerste commerciële productie, op bescheiden schaal, van start gegaan. In 1920 werd bij het meer een groot olieveld gevonden, La Rosa. In december 1922 kwam de doorbraak toen de olieput Barosso werd geslagen en per dag zo'n 100.000 vaten olie naar boven stroomden. Deze ontdekking trok veel andere oliemaatschappijen aan die in de omgeving ook naar olie gingen zoeken. De olieproductie van het land steeg explosief, van 1,4 miljoen vaten in 1921 naar 137 miljoen vaten in 1929. Venezuela was in dat laatste jaar op een na de grootste olieproducent ter wereld, na de Verenigde Staten. Het gebied is nog steeds een belangrijke producent van olie. Per dag worden er gemiddeld zo'n 0,7 miljoen vaten gewonnen, dit is ongeveer een kwart van de nationale olieproductie. Het gebied is thans in belang gepasseerd door grote vondsten van zware olie aan de monding van de Orinoco, vlak voordat de delta begint.